# Infinitivmärke
Infinitivmärke är ett ord vars funktion är att markera att ett efterföljande ord är ett verb i infinitiv. I standardsvenska är infinitivmärket att som i att springa, eller att fråga. Infinitivmärket har knappast någon egen betydelse. Det kan sägas utgöra en egen ordklass. 
Infinitivmärken är inte någon ursprunglig och gemensam företeelse i de  indoeuropeiska språken. Sådana har utvecklats till exempel i latinets dotterspråk och i de germanska språken, men saknas i exempelvis grekiska och ryska. Ett behov av infinitivmärke kan uppstå när ändelser och andra markörer försvinner i ett språk, så att man inte lätt kan skilja mellan infinitiv och finita verbformer såsom i engelska, där presensformen är likadan som infinitiven (utom vid verbet be och generellt vid 3 personen singular).
I de romanska språken har infinitivmärket utvecklats ur latinets prepositioner de eller a, båda med betydelsen "från". "Att tänka" heter på italienska di pensare eller a pensare, på franska de penser medan spanskan saknar infinitivmärke.
I de västgermanska språken används den gamla germanska prepositionen *tō med betydelsen "till": engelska to think, tyska zu denken. I de nordiska språken har detta *tō konkurrerats ut av till, både som preposition och i viss mån som infinitivmärke. Den senare nämnda användningen är regional och vardaglig: mycke te tänke på eller mycke te å tänke på och så vidare. 
Det normala infinitivmärket i de nordiska språken utgår från en preposition at med långt a-ljud, motsvarande engelskans at och latinets ad, med betydelsen "till". Under medeltiden utvecklades ordet till åt. Infinitivmärkets moderna skriftform "att" är en kortform av det äldre āt medan den vanliga talspråksformen "å" är en kortform av det yngre åt. På danska skrivs ordet som at, uttalat [o], och på norska (bokmål och nynorska) är skriftformen "å".
Eftersom ordet och också uttalas å [o] i ledigt tal, sker ofta en sammanblandning, så att man använder och som infinitivmärke när man ska betona ordet eller vill tala välartikulerat. (Exempel: Det är tråkigt att diska artikulerat Det är tråkigt och [ok] diska.) Också skriften kan drabbas av detta. Detta är exempel på en hyperkorrektion.
Infinitivmärket att skall skiljas från den underordnande konjunktionen (subjunktionen) att, som i de berättade att hon hade kommit. Detta ord är troligen liksom engelskans that och tyskans daß en neutrumform av ett demonstrativt pronomen, liknande svenska det; uppkomsten är oklar.